# Journée de la Concorde
Pour les articles homonymes, voir Concorde.
La journée nationale de la Concorde (ou fête nationale de la concorde)  est une fête nationale au Niger, célébrée chaque 24 avril de chaque année, depuis 1995.

## Historique
La Journée de la concorde marque l'anniversaire de la signature de l'accord de paix du 24 avril 1995 entre le gouvernement du Niger et l' Organisation de Résistance Armée (ORA) au Palais des Congrès de Niamey? Même si cet accord n’a été signé que par quelques groupes armés et que des combats sporadiques se sont poursuivis jusqu’en 1999, il a marqué le début de la fin de la rébellion de 1990 dans le Nord et à l’Est du pays, menée par des éléments touaregs, toubous et d’autres communautés. L'accord de paix final a été célébré par une « Flamme de la Paix » au cours de laquelle des armes ont été brûlées à Agadez le 25 septembre 2000, date également commémorée chaque année dans certaines communautés.
Après la signature de tous les accords avec les parties prenantes, les autorités ont également ordonné la confection (construction), d'un symbole sous forme d'un rond point à Tchinta Baradan, un département de la région de Tahoua. En effet, cette place est appelée : " place de la Concorde ".

## Célébrations
Le Festival Concorde célèbre également l'accord de 2009 visant à mettre fin à une insurrection touarègue renouvelée, ainsi que la tolérance interculturelle, la paix et la justice sociale dans cette nation diversifiée.
La Journée nationale de la Concorde au Niger est célébrée avec des fêtes de rue et des événements éducatifs et culturels ; discours du Président du Niger et d'autres dirigeants ;  et des événements conçus pour inculquer aux jeunes l'amour de la nation et la paix interculturelle. La Journée nationale de la Concorde est un jour férié au Niger au cours duquel les entreprises et les bureaux restent fermés.

## Voir également
- Rébellion touarègue (1990-1995)
- Rébellion touarègue (2007-2009)
- Jours fériés au Niger